# Stark Deutschland
Die Stark Deutschland GmbH ist ein Unternehmen der dänischen Stark Group und hat seinen Sitz in Offenbach am Main. In rund 280 Niederlassungen erwirtschaften rund 6.800 Mitarbeiter einen Jahresumsatz von rd. 2,7 Mrd. Euro. Das Unternehmen ist 2019 aus der Übernahme von Saint-Gobain Building Distribution Deutschland durch Stark hervorgegangen.
Nach der Übernahme gehörte das Unternehmen zunächst zum Investmentunternehmen Lone Star, bevor es im Januar 2021 an CVC Capital Partners verkauft wurde.
In den vergangenen Jahren ist Stark Deutschland insbesondere durch Zukäufe gewachsen. Nach der Melle Gallhöfer Dach GmbH im Jahr 2021 wurden 2022 die Tröger & Entenmann Unternehmensgruppe sowie die Waiblinger Konz Gruppe übernommen.

## Sortiment
Der Baustoffhändler bietet über seine Vertriebsmarken Baustoffe und Dienstleistungen an. Das Produktportfolio reicht dabei von Roh- und Hochbau über Trockenbau, Garten- und Landschaftsbau, Baugeräte und Werkzeuge, Arbeitskleidung, Fliesen und Bodenbeläge bis hin zum Tief- und Straßenbau. Dabei verfügt die Stark Deutschland GmbH über verschiedene Eigenmarken, die in den deutschlandweiten Standorten vertrieben werden.

## Vertriebsmarken

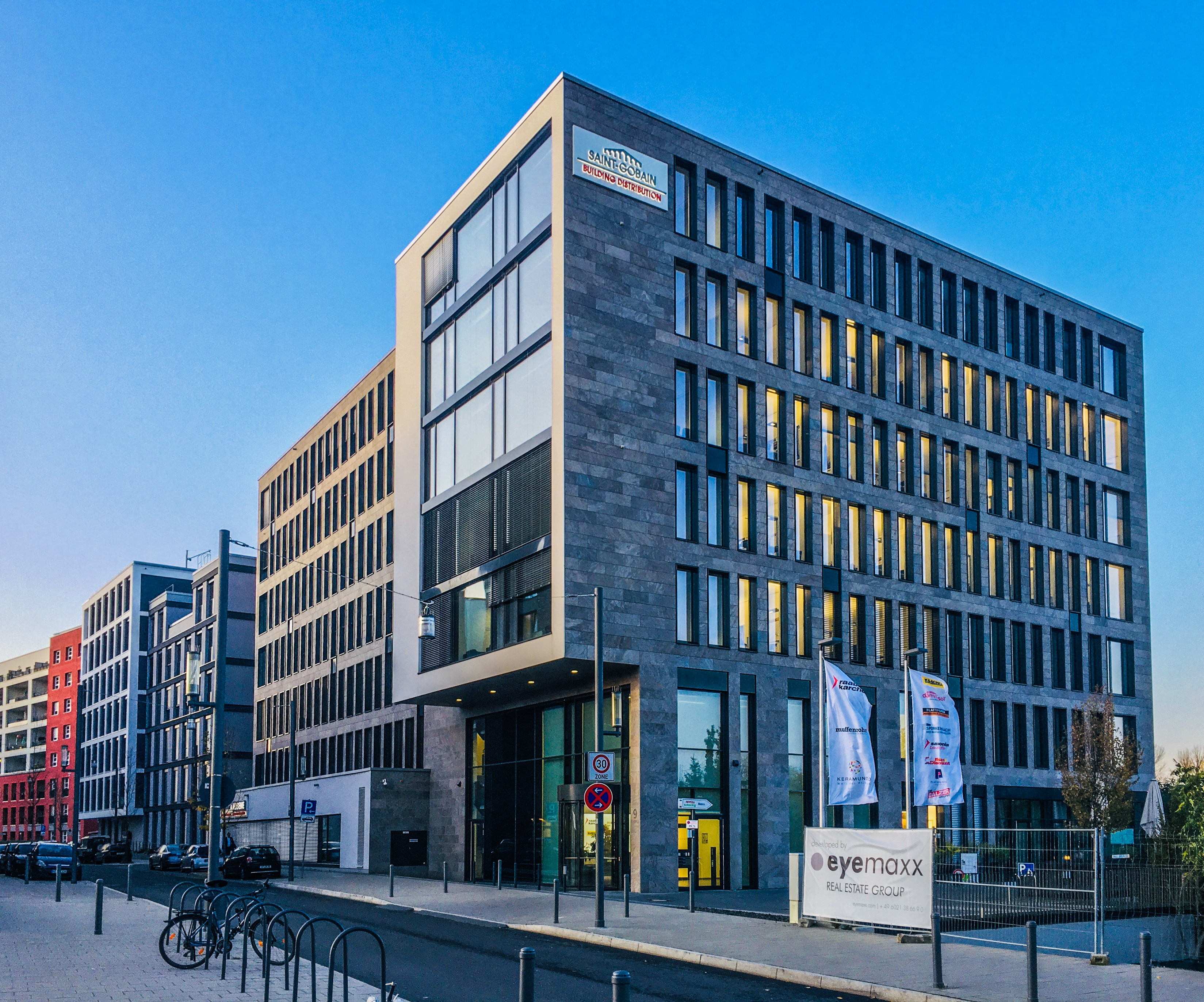
Sitz der Hauptverwaltung in Offenbach am Main

### Raab Karcher
Die 1848 in Kaiserslautern gegründet Marke Raab Karcher vertreibt an rund 130 Standorten Baustoffe sämtlicher Gewerke an Handwerker und Bauunternehmen. Innerhalb von Stark Deutschland stellt Raab Karcher die größte und umsatzstärkste Vertriebsmarke dar.

### Melle Gallhöfer
Melle Gallhöfer ist der Dach- und Fassadenspezialist innerhalb von Stark Deutschland. Die Marke ist deutschlandweit an rund 50 Standorten vertreten. 

### Muffenrohr
Das Sortiment des Tiefbaufachhändlers fokussiert sich auf die Wasser- und Gasversorgung sowie die Abwasserentsorgung. Darüber hinaus bietet Muffenrohr eine Reihe von spezialisierten Dienstleistungen im Bereich des Tiefbaus, wie etwa eine Zwölf-Meter-Logistik.

### Keramundo
Keramundo bietet als Fliesenfachhändler mehr als 10.000 Fliesenvarianten sowie Fliesenzubhör und Fliesenchemie an.

### Weitere Vertriebsmarken
- Balzer Gruppe
- Dr. Sporkenbach GmbH
- Raab Karcher Handwerker-Fachmarkt (seit 2019, zuvor Plattform Handwerker Fachmarkt)

### Ehemalige Vertriebsmarken
- Dämmisol Baustoffe GmbH
- Fliesen Discount GmbH
- Platten Peter